# Giuseppe Petito
Giuseppe Petito (nascido em 25 de fevereiro de 1960) é um ex-ciclista italiano. Ele montou em duas edições do Tour de France e dez no Giro d'Italia. Também competiu nos Jogos Olímpicos de 1980 em Moscou, onde terminou em vigésimo sétimo lugar na prova de estrada individual.